# Flokule

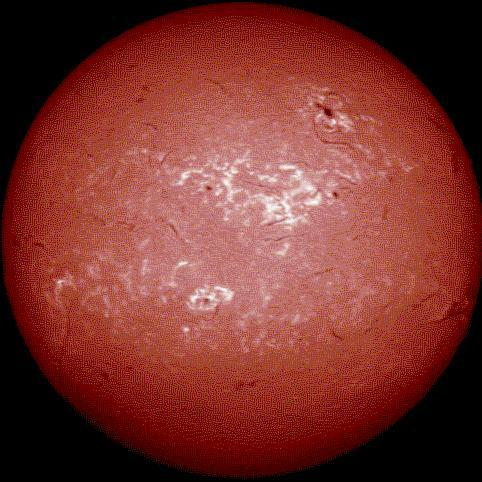
Flokuły widoczne na tarczy Słońca

Flokule, flokuły – jasne twory o rozmiarach 2000-8000 km i czasie życia kilku godzin; obserwowane w chromosferze, za pomocą spektroheliografu. Flokuły mają tendencje do układania się na tarczy Słońca w rodzaj delikatnej siatki chromosferycznej (ang. chromospheric network). Duże skupiska flokuł tworzą pochodnie chromosferyczne (dawniej nazwy "pochodnia" i "flokuły" były używane wymiennie).